# Liste des partis politiques en Guinée
Les partis politiques sont très nombreux en république de Guinée, provoquant une fragmentation importante du paysage politique.
Les partis les plus importants, présents dans la plupart des régions naturelles du pays, sont le Rassemblement du peuple de Guinée (RPG), l’Union des forces démocratiques de Guinée (UFDG) et l'Union des forces démocratiques de Guinée (UFR).

## Historique
Après la Seconde Guerre mondiale, trois partis politiques apparaissent en Guinée :
- le Bloc africain de Guinée
- le Parti démocratique de Guinée, section guinéenne du Rassemblement démocratique africain (PDG-RDA), qui fut le parti de Ahmed Sékou Touré
- le Parti socialiste (dirigé plus tard par Saïdou Bayo)

C'est le PDG-RDA qui prend le dessus à l'indépendance avec l'élection de Sékou Touré à la magistrature suprême de 1958 jusqu'en 1984.
À son décès, l'armée prend le pouvoir par un coup d'État en 1984, le PDG est interdit. La vie politique guinéenne sera dominée par le Parti de l'unité et du progrès (PUP) du président Lansana Conté. En 1992, les partis d’opposition sont autorisés. Après le décès de Lansana Conté en 2008, des élections sont organisées par la junte du CNDD, dirigée par le capitaine Moussa Dadis Camara puis le général Sékouba Konaté qui verra l'élection d'Alpha Condé en 2010.
Le 5 septembre 2021, le président Alpha Condé est renversé par le colonel Mamadi Doumbouya à la tête de la junte CNRD.
En 2024, une évaluation des partis politiques guinéen permet de nettoyer la vie politique guinéenne et le rapport d'octobre 2024 permet de dénombrer 211 partis politiques enregistrés au Ministère de l'Administration du territoire et de la Décentralisation.

## Listes

### Liste des partis politiques mis sous observation
État : Mars 2025 - Dernières évaluations des partis politiques : (MATD) 
NB: Cette liste prend uniquement en compte les partis sous observation pour trois mois après l'évaluation de mars 2025.
| N° | Parti                                                                | Sigle   | Numéro d'agrément                     | Date              |
| -- | -------------------------------------------------------------------- | ------- | ------------------------------------- | ----------------- |
| 1  | AFIA                                                                 | AFIA    | A/N°8153/MATD/CAB/DNAP/011            | 16 décembre 2011  |
| 2  | Alliance des Patriotes de Guinée                                     | APG     | A/2010/6811/MATAP/CAB/10              | 06 décembre 2010  |
| 3  | Alliance pour le Développement National                              | ADN     | A/N 92/2583/MIS/CAB/92                | 22 juin 1992      |
| 4  | Alliance pour le Renouveau et le Progrès                             | ARP     | A/2011/8397/MATD/CAB/DNLPR/2011       | 30 décembre 2011  |
| 5  | Alliance pour le Renouveau National                                  | ARENA   | A/N°92/3625/MIS/CAB/                  | 27 août 1992      |
| 6  | Alternance Démocratique pour le Changement                           | ADC BOC | N°3124/MATAD/CAB/DNLPAJR/10           | 10 février 2010   |
| 7  | Avenir Guinée Nouvelle                                               | AGN     | A/N°5447/MATD/CAB/DNLPR/2011          | 06 octobre 2011   |
| 8  | Debout la République                                                 | DLR     | A/2020/ 2432/MATD/CAB/DNAPAE/SGG      | 17 août 2020      |
| 9  | Force des Intègres pour la Démocratie et la Liberté                  | FIDEL   | A/2013/N°399/MATD/CAB/DNAP/2013       | 04 mars 2013      |
| 10 | Front Démocratique de Guinée                                         | FRONDEG | N°4035/MATAD/CAB/09                   | 31 décembre 2009  |
| 11 | Front pour l'Alliance Nationale                                      | FAN     | A/3062/MATD/CAB/DNAP/12               | 17 avril 2012     |
| 12 | Génération pour la Réconciliation, l'Union et la Prospérité          | GRUP    | A/2011/5565/MATD/CAB/DNLR/2011        | 14 octobre 2011   |
| 13 | La Nouvelle Guinée                                                   | LaNG    | A/2020/2436/MATD/CAB/DNAPAE/SGG       | 27 août 2020      |
| 14 | Le Bloc Libéral                                                      | BL      | A/166/MATD/CAB/DNLPR/2013             | 11 février 2013   |
| 15 | Mouvement Démocratique Liberal                                       | MoDeL   | 002/MATD/CAB/DNAPE/022                | 05 janvier 2022   |
| 16 | Mouvement des Patriotes pour le Développement                        | MPD     | A/2029/0703/MATAP/CAB/DNLPAJR/2009    | 19 mars 2009      |
| 17 | Mouvement National pour le Développement                             | MND     | A/2010/633/MATAP/CAB/DNLPAJR/2010     | 16 décembre 2010  |
| 18 | Mouvement Populaire Démocratique de Guinée                           | MPDG    | A/2011/5452/MATD/CAB/DNLR/2011        | 08 octobre 2011   |
| 19 | Mouvement pour la République Citoyenne                               | MRC     | A/2010/2535/MATAP/CAB/10              | 30 novembre 2010  |
| 20 | Mouvement pour la Solidarité et le Développement Durable             | MSDD    | A/2011/N°8394/MATD/CAB/DNLPR/2011     | 30 décembre 2011  |
| 21 | Mouvement pour la Succession du Développement pour le Progrès        | MSDP    | A/2009/1667/MATAP/CAB/DNLPA/09        | 27 juillet 2009   |
| 22 | Mouvement pour le Progrès                                            | MPP     | A/2011/8399/MATD/CAB/DNLPR/2011       | 30 décembre 2011  |
| 23 | Parti Citoyen pour la Défense des Intérêts Collectifs                | PCDIC   | N°404/MATD/CAB/DNAP/2013              | 13 mars 2013      |
| 24 | Parti de l'action citoyenne par le travail                           | PACT    | A/2020/6864/MATAP/CAB/2010            | 08 décembre 2010  |
| 25 | Parti de l'Espoir pour le Développement National                     | PEDN    | A/2009/0681/MATAP/CAB/DNLPAJR/2009    | 18 mars 2009      |
| 26 | Parti de L’Unité et de la Liberté                                    | PUL     | A/2008/1939/MIS/CAB/DNLPAJ/2008       | 11 mai 2005       |
| 27 | Parti de l'Unité et de la Solidarité de Guinée                       | PUSG    | A/2010/04798/MATAP/CAB/DNLPAJR/10     | 05 septembre 2002 |
| 28 | Parti de L’Unité et du Libéralisme Social                            | PULS    | N°A/2009/1901/MATAP/CAB/DNLPAJR/09    | 19 février 2009   |
| 29 | Parti des Démocrates pour l'Espoir                                   | PADES   | Décision cour suprême                 | 2017              |
| 30 | Parti des Guinéens pour la Démocratie                                | PGD     | A/3065/MATD/CAB/DAP/O11               | 17 avril 2011     |
| 31 | Parti du Rassemblement National pour le Développement                | PRND    | A/2011/88/39/MATD/CAB/DNLPR/2011      | 30 décembre 2011  |
| 32 | Parti du Renouveau et du Progrès                                     | PRP     | A/N3547/MATD/CAB/DNAP/015             | 03 juillet 2015   |
| 33 | Parti Guinéen de la Renaissance                                      | PGR     | A/2009/0902/MATAP/CAB/DNLPAJR/        | mai 2009          |
| 34 | Parti Guinéen du Peuple                                              | PGP     | A/2009/5043/MATAP/CAB/DNLPAJR/10      | 05 novembre 2010  |
| 35 | Parti National pour le Progrès                                       | PNP     | A/2011….5445/ MATD/CAB/DNLPR/11       | 11 octobre 2011   |
| 36 | Parti Nouvelle Vision                                                | PNV     | A/2010/1526/MATAP/CAB/DNLPAJR/2010    | 27 novembre 2010  |
| 37 | Parti pour la Prospérité et le Renouveau de la Guinée                | PPRG    | A/2009/293/MATAP/CAB/DNLPAJR/09       | 25 janvier 2010   |
| 38 | Parti pour la Réconciliation et le Travail                           | PRT     | A/2010/101/MATAP/CAB/DNLPAJR/10       | 21 janvier 2010   |
| 39 | Parti serviteur du Peuple                                            | PSP     | A/2011/8401/MATD/CAB/DNLPR/2011       | 10 décembre 2022  |
| 40 | Partie Guinéen pour la Solidarité, la Démocratie et le Développement | PGSD    | N°291/MATAD/CAB/10                    | 25 janvier 2010   |
| 41 | Rassemblement Guinéen pour l'unité et le Développement               | RGUD    | A/2010/1215/MATAP/CAB/DNLPAJR/10      | 03 mars 2010      |
| 42 | Rassemblement National pour le Progrès de la Guinée                  | RNPG    | A/2010/3530/MATAP/CAB/10              | 29 décembre 2010  |
| 43 | Rassemblement pour la Démocratie Nationale                           | RDN     | A/2010/3808/MATAP/CAB/10              | 15 octobre 2010   |
| 44 | Rassemblement pour la Paix et le Développement                       | RPD     | N°92/1675/MIS/CAB                     | 14 avril 1992     |
| 45 | Rassemblement pour la Renaissance et le Développement                | RRD     | A/N°9145/MATD/DNLPR/2012              | 20 septembre 2012 |
| 46 | Rassemblement pour la République                                     | RPR     | N°3546/MATD/CAB/DNAP/015              | 03 juillet 2015   |
| 47 | Rassemblement pour le Développement Intégré de la Guinée             | RDIG    | A/2009/402/MATAP/CAB/DNLPAJR/09       | 03 février 2010   |
| 48 | Rassemblement pour une Guinée Prospère                               | RGP     | A/2009/26396/MATAP/CAB/DNL/PAJR/09    | 24 septembre 2009 |
| 49 | Synergie des Guinéens pour le Progrès                                | SGP     | A/2010/3361/MATAP/CAB/10              | 20 janvier 2023   |
| 50 | Union Démocratique pour le renouveau et le progrès                   | UDRP    | A/2009/1573/MATAP/CAB/DNLPAJR/09      | 07 juillet 2009   |
| 51 | Union des Démocrates pour la Renaissance de la Guinée                | UDRG    | A/2021/433/MATD/CAB/DNAPAE/SG du GOUV | 26 mars 2021      |
| 52 | Union des Forces Démocratiques de Guinée                             | UFDG    | A/98/07/42/MID/CAB/DNLPAJ/            | 01 janvier 1998   |
| 53 | Union des Forces du Changement                                       | UFC     | A/N2009/1574/MATAP/CAB/DNLPAJR/09     | 07 juillet 2009   |
| 54 | Union Nationale des Patriotes de Guinée                              | UNPG    | A/N 92/1953/MIS/CAB/92                | 05 mai 1992       |
| 55 | Union pour la Défense des Intérêts Républicains                      | UDIR    | A/2009/077/MATD/CAB/DNLPAJR/09        | 21 janvier 2010   |
| 56 | Union pour la Nouvelle Guinée                                        | UNG     | N°5440/MATAD/CAB/DNLPR/2011           | 06 octobre 2011   |
| 57 | Union pour le Progrès et le Renouveau                                | UPR     | A/98/8912/MID/CAB/DNLPAJ              | 09 décembre 1998  |
| 58 | Union pour un Mouvement Populaire                                    | UMP     | A/N 354/MATD/CAB/DNAP/015             | 03 juillet 2015   |

## Liste des partis politiques suspendus
État : Mars 2025 - Dernières évaluations des partis politiques : (MATD) 
NB: Cette liste prend uniquement en compte les partis suspendus pour trois mois après l'évaluation de mars 2025.
| N° | Parti                                                                     | Sigle          | Numéro d'agrément                  | Date               |
| -- | ------------------------------------------------------------------------- | -------------- | ---------------------------------- | ------------------ |
| 1  | Alliance Démocratique pour le Renouveau                                   | ADR            | A/6346/MATD/CAB/DNAPAE             | 18 novembre 2019   |
| 2  | Alliance pour le Changement et la Démocratie                              | ACD            |                                    |                    |
| 3  | Alliance des Forces pour le Changement                                    | AFC            |                                    |                    |
| 4  | Alliance pour le Renouveau National-ARN                                   | ARN            |                                    |                    |
| 5  | Forces Patriotiques pour la Démocratie et le Développement                | FPDD           | A/3066/MATD/CAB/DNAP/012           | 19 avril 2012      |
| 6  | Alliance des Démocratiques Indépendants Écologistes de Guinée             | ADIEG          | A/2011/6320/MATD/DNLR/2011         | 15 novembre 2011   |
| 7  | Alliance Nationale pour le Progrès                                        | ANP            | A/N°92/1559/MIS/CAB/               | 03 avril 1992      |
| 8  | Front National pour le Développement                                      | FND            | A/2009/079/MATAP/CAB/DNLPAJR/09    | 21 janvier 2010    |
| 9  | Guinée pour la Démocratie et l'Equilibre                                  | GDE            | A/5303/MATD/CAB/DNAP/018           | 31 juillet 2018    |
| 10 | Guinée Unie pour le Développement                                         | GUD            |                                    | 01 janvier 2010    |
| 11 | Mouvement pour la Solidarité et le Développement                          | MSD            |                                    |                    |
| 12 | Nouveau Départ                                                            | ND             |                                    |                    |
| 13 | Parti de la Révolution Populaire Africaine de Guinée                      | PRPAG          |                                    |                    |
| 14 | Parti de l'unité et du progrès                                            | PUP            | N°92/1949/MIS/CAB                  | 27 mai 1992        |
| 15 | Parti des Écologistes Guinéens                                            | PEG            |                                    |                    |
| 16 | Parti des Travailleurs pour le Développement                              | PTD            |                                    |                    |
| 17 | Parti du Peuple de Guinée                                                 | PPG            | A/N°92/1562/MIS/CAB                | 03 avril 1992      |
| 18 | Parti du Travail et de la Solidarité                                      | PTS            | A/2009/0846/MATAP/CAB/DNLPAJR/2009 | 22 avril 2009      |
| 19 | Parti Libéral Démocrate                                                   | PLD            | 92/1561/MIS/CAB                    | 20 janvier 1992    |
| 20 | Parti pour la Démocratie et le Progrès                                    | PDP            | 10027/MATD/CAB/012                 | 14 juin 2012       |
| 21 | Parti pour la Réconciliation Nationale                                    | PRN            |                                    |                    |
| 22 | Parti Républicain pour le Renouveau                                       | PRR            |                                    |                    |
| 23 | Parti socialiste                                                          | PS             | A/92/1557/MIS/CAB                  | 25 mars 1992       |
| 24 | Rassemblement des Démocrates Indépendants                                 | RDI            |                                    |                    |
| 25 | Rassemblement du Peuple de Guinée - Arc-en-ciel                           | RPG ARCEN-CIEL | A/2635/MATD/CAB/DNLPR/2012         | 01 janvier 1992    |
| 26 | Union des Forces Démocratiques                                            | UFD            | A/N 92/1549/MIS/CAB                | 03 avril 1992      |
| 27 | Union des Forces Républicaines                                            | UFR            | 92/1950/MIS/CAB/1992               | 05 mai 1992        |
| 28 | Union démocratique de guinée                                              | UDG            | A/92/1551/MIS/CAB                  | 03 avril 1992      |
| 29 | Alliance des Républicains pour le Progrès                                 | ARP PROGRES    | A/N°5446/MATD/CAB/DNLPR/2011       | 10 juin 2011       |
| 30 | Alliance Guinéenne pour le Développement                                  | AGD            | A/2009/0901/MATAP/CAB/DNLPAJR/09   | 06 Mai 2009        |
| 31 | Avenir Démocratique Prospérité de Guinée                                  | ADPG           | A/2009/0903/MATAP/CAB/DNLPAJR/09   | 08 mai 2009        |
| 32 | Bloc pour l’Alternance en Guinée                                          | BAG            | 001/MATD/CAB/DNAPAE/022            | 05 janvier 2022    |
| 33 | Congrès Africain pour la Démocratie et le Renouveau                       | CADRE          | A/6713/MATD/CABD/DNAP/011          | 22 novembre 2011   |
| 34 | Génération Citoyenne                                                      | Géci           | A/2009/0900/MATAP/CAB/DNLPAJR/09   | 08 mai 2009        |
| 35 | Guinée Moderne                                                            | GM             | A/N°593/MATD/CAB/DNAPAE/2020       | 27 février 2020    |
| 36 | Les Sociaux-Démocrates de Guinée                                          | SDG            | N°3030/MATAD/CAB/10                | 17 janvier 2023    |
| 37 | Mouvement Alliance pour la Démocratie                                     | MAD            | A/2010/3938/MATAP/CAB/DNLPAJR/10   | 17 octobre 2010    |
| 38 | Mouvement Guinée pour le Progrès                                          | MGP            | A/2010/6125/MATAP/CAB/2010         | 25 août 2010       |
| 39 | Mouvement pour l'Émergence                                                | MPE            | A/2010/??/MATAP/CAB/10             | 20 février 2010    |
| 40 | Mouvement Synergie et Progrès                                             | MSP            | A/2010/N°1909/MATAD/CAB/DNLPAJR/10 | 30 novembre 2010   |
| 41 | Notre Intérêt Commun                                                      | NIC            | 10131/MATD/CAB/DNAP/012            | 01 novembre 2012   |
| 42 | Nouvel Avenir de Guinée                                                   | NAG            | A/2011/8395/MATD/CAB/DNLPR/2011    | 30 décembre 201148 |
| 43 | Nouvelle Génération pour la République                                    | NGR            | A/2009/0704/MATAP/CAB/DNLPAJR/09   | 19 mars 2009       |
| 44 | Nouvelles Forces Démocratiques                                            | NFD            | A/2008/??/MIS/CAB/DNLPAJ/2008      | 22 mai 2008        |
| 45 | Panafricaine de Guinée                                                    | PAG            | A/N°1530/MATD/CAB/DNAP/018         | 26 décembre 2016   |
| 46 | Parti de la Défense Nationale pour le Développement                       | PDND           | A/2010/4450/MATAP/CAB/10           | 25 décembre 2010   |
| 47 | Parti de l'Union pour le Développement Intégré de la Guinée               | PUDIG          | A/2010/1053/MATAP/CAB/DNLPAJR/10   | 26 avril 2010      |
| 48 | Parti Démocratique de Guinée-Rassemblement Démocratique Africain          | PDG RDA        | 93/11514/MIS/CAB                   | 14 mai 1947        |
| 49 | Parti des jeunes pour le Développement de la Guinée                       | PJDG           | A/2011/8253/MATD/GAB/DNLPR/2011    | 07 novembre 2011   |
| 50 | Parti des Verts de Guinée                                                 | PVG            | A/2009/1218/MATAP/CAB/DNLPAJR/09   | 04 juin 2009       |
| 51 | Parti du changement et de la Démocratie                                   | PCD            | A/2013/401/MATD/CAB/DNAP/2013      | 04 mars 2013       |
| 52 | Parti Guinéen de Démocratie et de Citoyenneté                             | PGDC           | A/N°5439/MATD/CAB/DNLPR/2021       | octobre 2011       |
| 53 | Parti Guinéen du Consensus                                                | PGC            | A/2008/1938/MIS/CAB/DNLPAJ/2008    | 22 mai 2008        |
| 54 | Parti Guinéen pour la Cohabitation Pacifique et le Développement          | PGCD           | A/2010/2275/MATAP/CAB/DNLPAJ/10    | 11 juin 2010       |
| 55 | Parti pour la Paix et le Développement                                    | PPD            | A/2008/1941/MIS/CAB/DNLPAG/2008    | 22 mai 2008        |
| 56 | Parti pour le Développement Économique de la Guinée                       | PDEG           | A/92/3782/MIS/CAB                  | 15 septembre 1992  |
| 57 | Parti Pour le Progrès et le Changement                                    | PPC            | A/2010/1110/MATAP/CAB/DNLPAJR/10   | 20 avril 2010      |
| 58 | Parti pour le rassemblement et le renforcement de la démocratie en Guinée | PRDG           | A/N°5449/MATD/CAB/DNLPR/2011       | 06 octobre 2011    |
| 60 | Parti Social de Guinée                                                    | PSG            | A/2010/3133/MATAP/CAB/DDNLPAJR/10  | 02 août 2010       |
| 61 | Rassemblement des Démocrates de Guinée                                    | RDG            | A/2013/N°400/MATD/CAB/DNAP/2013    | 04 mars 2013       |
| 62 | Rassemblement des Guinéens pour l'Alternance                              | RGA            | A/2010/3855/MATAP/CAB/DNLPAJR/10   | 20 octobre 2010    |
| 63 | Rassemblement Guinéen du Travail                                          | RGT            |                                    | 26 mai 1992        |
| 64 | Union des Forces Nouvelles de Guinée                                      | UFNG           | A/2010/087/MATAP/CAB/DNPAJR/10     | 21 janvier 2010    |
| 65 | Union Guinéenne pour la Démocratie et le Développement                    | UGDD           | N°3770/MATAD/CAB/DNLPAJR/09        | 08 décembre 2008   |
| 66 | Union Nationale Pour Le Renouveau                                         | UNR            | N°9144/MATAD/CAB/DNLPR/2012        | 28 septembre 2012  |
| 67 | Union Nationale pour l'Égalité et le Développement                        | UNED           | A/N°1001/MATD/CAB/DNLPR/2012       | 17 février 2012    |
| 68 | Union pour la Démocratie et le Progrès de Guinée                          | UDPG           | A/2009/3771/MATAP/CAB/DNLPAJR/09   | 08 février 2009    |
| 69 | Union pour la Démocratie et le Développement                              | UDD            | N°8137/MATD/CAB/DNAP/018           | 06 décembre 2018   |
| 70 | Union pour la Liberté et l’Émergence                                      | ULE            | N°3726/MATAP/CAB/10                | 20 août 2010       |
| 71 | Union pour le changement de Guinée                                        | UCG            | A/2010/2103/MATAP/CAB/DNLPAJR/10   | 03 décembre 2010   |
| 72 | Union pour le progrès de la Guinée                                        | UPG            | A/92/1558/MIS/CAB                  | 03 avril 1992      |
| 73 | Union pour une Guinée Nouvelle                                            | UGN            | A/2010/N°6866/MATAD/CAB/10         | 08 décembre 2010   |

### Liste des partis politiques dissouts
État : mars 2025 - Dernières évaluations des partis politiques : (MATD) 
NB: Cette liste prend uniquement en compte les partis dissouts après l'évaluation en mars 2025.
| N° | Parti                                                              | Sigle | Numéro d'agrément                 | Date            |
| -- | ------------------------------------------------------------------ | ----- | --------------------------------- | --------------- |
| 1  | Alliance des Jeunes pour la Patrie                                 | AJEP  |                                   |                 |
| 2  | Alliance Pour le Changement et le Progrès                          | APC   |                                   |                 |
| 3  | Changement Progrès Unité pour la Guinée                            | CPUG  | A/N 464/MATD/CAB/DNAP/2020        | 14 février 2020 |
| 4  | Conférence des Femmes pour la République                           | CFR   |                                   |                 |
| 5  | Convention Démocratique Panafricaine                               | CDP   |                                   |                 |
| 6  | Démocrates Guinéens                                                | DG    |                                   |                 |
| 7  | Front Patriotique Guinéen                                          | FPG   |                                   |                 |
| 8  | Front Uni pour le Développement National                           | FUDN  |                                   |                 |
| 9  | Génération de la Nouvelle Démocratie                               | GND   |                                   |                 |
| 10 | Guinéens Unis pour la Paix, la Démocratie et le Développement      | GUPDD |                                   |                 |
| 11 | La Guinée d'Abord                                                  | LGA   |                                   |                 |
| 12 | Mouvement National Populaire                                       | MNP   |                                   |                 |
| 13 | Mouvement Républicain                                              | MR    |                                   |                 |
| 14 | Parti Africain pour le Partage                                     | PAP   |                                   |                 |
| 15 | Parti de L’Unité de la Démocratie et du Développement de la Guinée | PUDDG | A/2010/950/MATAP/CAB/DNLPAJR/2010 | 15 avril 2010   |
| 16 | Parti Démocratique National                                        | PDN   |                                   | 30 mai 2006     |
| 17 | Parti National pour la Justice et la Démocratie                    | PNJD  | A/5441/MATD/CAB/DNLPR/2011        | 08 octobre 2011 |
| 18 | Parti Nouvelle Génération pour le Changement                       | PNGC  | A/2010/6865/MATAP/CAB/DNLPAJR/10  | 10 février 2010 |
| 19 | Parti pour le Développement et de l'Unité                          | PDU   |                                   |                 |

### Liste des partis politiques non évalués
État : mars 2025 - Dernières évaluations des partis politiques : (MATD) 
NB: Cette liste prend uniquement en compte les partis non évalués après l'évaluation de mars 2025. Un nouveau programme avec les enquêteurs du MATD permettra de situer leur statut.
| N° | Parti                                                          | Sigle    | Numéro d'agrément                | Date             |
| -- | -------------------------------------------------------------- | -------- | -------------------------------- | ---------------- |
| 1  | Parti de l'Unité et de la Liberté pour le Développement        | ULD      |                                  |                  |
| 2  | Parti du Renouveau et de l'Unité Nationale                     | PSP PRUN | A/8401/MATD/CAB/DNLPR/11         | 31 décembre 2011 |
| 3  | Parti Guinéen de la Renaissance et le Progrès                  | PGRP     |                                  |                  |
| 4  | Parti Guinéen du Travail et de la Démocratie                   | PGTD     | A/98/7744/MID/CAB/DNLPAJ         | 05 octobre 1998  |
| 5  | Parti Progressiste de Guinée pour une Afrique Unie et Prospère | PPG-AUP  |                                  |                  |
| 6  | Rassemblement pour le Renouveau de la République               | RRR      | A/2009/2914/MATAP/CAB/DNLPAJR/09 | 30 octobre 2009  |
| 7  | Union des Forces d’Avenir de Guinée                            | UFAG     |                                  | 08 décembre 2009 |
| 8  | Union des Guinéens pour le Développement                       | UGD      |                                  |                  |
| 9  | Union Populaire des Travailleurs                               | UPT      |                                  |                  |

## Autres
- Démocratie socialiste de Guinée (DSG), fondé en 1954 par Ibrahima Barry
- Front uni pour la démocratie et le changement (FUDEC) de François Louceny Fall
- Kaloum Yigui (d) d'Aminata Touré
- Parti du renouveau et du progrès de Siradiou Diallo

## Financement
En Guinée, les partis politiques sont financés par des subventions de l'État et surtout des moyens privés notamment des cotisations, dons et legs.